# Sylvester Stallone
Sylvester Stallone (tên thật là Sylvester Gardenzio Stallone; sinh ngày 6 tháng 7 năm 1946) là một diễn viên, người viết kịch bản, đạo diễn, nhà sản xuất phim người Mỹ. Ông từng đoạt 24 giải thưởng, 25 đề cử trong đó có 2 giải Oscar.
Sylvester Stallone từng theo học tại một trường học ở ngoại ô Philadelphia.Năm 1973 ông đã từng thất bại khi theo đuổi sự nghiệp diễn viên ở New York.Sau đó Sylvester Stallone hướng tới Hollywood, ông thường xuyên lui tới các trường quay và các buổi tuyển chọn diễn viên,cố gắng vào các vai nhỏ trong phim truyền hình và màn ảnh rộng.Ông vẫn không quên niềm đam mê sáng tác của mình và từ đó hình tượng võ sĩ quyền Anh Rocky Balboa ra đời.Vài nhà sản xuất định mua kịch bản và cho một diễn viên ăn khách thủ vai,và quả nhiên sự kiên nhẫn của ông được đền đáp xứng đáng,võ sĩ Rocky đã đến được với khán giả bằng chính diễn xuất của ông.Bộ phim đem về cho ông một giải Oscar cho hạng mục giải thưởng bộ phim hay nhất.
Sylvester Stallone có năm người con,hai con với người vợ đầu Sasha Czack và ba con với người vợ hiện tại Jenifer flavin (cưới năm 1997 - nay).Trước đó ông đã ly dị với Sasha Czack sau 2 năm chung sống.

## Danh sách phim
| Năm            | Tựa đề                                  | Vai                              | Ghi chú        |      |                 |  |  |
| -------------- | --------------------------------------- | -------------------------------- | -------------- | ---- | --------------- |  |  |
| Năm            | Tựa đề                                  | Vai                              | Ghi chú        | 1969 | The Square Root |  |  |
| Downhill Racer | Chủ nhà hàng                            | Không ghi danh                   |                | 1969 |                 |  |  |
| 1970           | M*A*S*H                                 | Chiến binh                       | Không ghi danh |      |                 |  |  |
| 1970           | The Party at Kitty and Stud's           | Sinh viên                        |                |      |                 |  |  |
| 1970           | Lovers and Other Strangers              | Phù rể                           | Không ghi danh |      |                 |  |  |
| 1970           | The Sidelong Glances of a Pigeon Kicker | Khách dự tiệc                    | Không ghi danh |      |                 |  |  |
| 1971           | Bananas                                 | Côn đồ ga tàu #1                 | Khách mời      |      |                 |  |  |
| 1971           | Klute                                   | Chủ club                         | Không ghi danh |      |                 |  |  |
| 1972           | What's Up, Doc?                         | Khách mời khách sạn              | Không ghi danh |      |                 |  |  |
| 1973           | No Place to Hide                        | Jerry Savage                     |                |      |                 |  |  |
| 1974           | The Lords of Flatbush                   | Stanley Rosiello                 |                |      |                 |  |  |
| 1975           | The Prisoner of Second Avenue           | Thanh niên trong công viên       | Khách mời      |      |                 |  |  |
| 1975           | Capone                                  | Frank "The Enforcer" Nitti       |                |      |                 |  |  |
| 1975           | Death Race 2000                         | Joe "Machine Gun" Viterbo        |                |      |                 |  |  |
| 1975           | Mandingo                                | Dân làng                         | Không ghi danh |      |                 |  |  |
| 1975           | Farewell, My Lovely                     | Jonnie                           | Khách mời      |      |                 |  |  |
| 1976           | Cannonball                              | Thành viên băng cướp #2          | Khách mời      |      |                 |  |  |
| 1976           | Rocky                                   | Robert "Rocky" Balboa            |                |      |                 |  |  |
| 1978           | F.I.S.T.                                | Johnny Kovak                     |                |      |                 |  |  |
| 1978           | Paradise Alley                          | Cosmo Carboni                    |                |      |                 |  |  |
| 1979           | Rocky II                                | Robert "Rocky" Balboa            |                |      |                 |  |  |
| 1981           | Nighthawks                              | Hạ sĩ Deke DaSilva               |                |      |                 |  |  |
| 1981           | Victory                                 | Thuyền trưởng Robert Hatch       |                |      |                 |  |  |
| 1982           | Rocky III                               | Robert "Rocky" Balboa            |                |      |                 |  |  |
| 1982           | First Blood                             | John J. Rambo                    |                |      |                 |  |  |
| 1983           | Staying Alive                           | Man on Street                    | Khách mời      |      |                 |  |  |
| 1984           | Rhinestone                              | Nick Martinelli                  |                |      |                 |  |  |
| 1985           | Rambo: First Blood Part II              | John J. Rambo                    |                |      |                 |  |  |
| 1985           | Rocky IV                                | Robert "Rocky" Balboa            |                |      |                 |  |  |
| 1986           | Cobra                                   | Trung úy Marion "Cobra" Cobretti |                |      |                 |  |  |
| 1987           | Over the Top                            | Lincoln Hawk                     |                |      |                 |  |  |
| 1988           | Rambo III                               | John J. Rambo                    |                |      |                 |  |  |
| 1989           | Lock Up                                 | Frank Leone                      |                |      |                 |  |  |
| 1989           | Tango & Cash                            | Trung úy Raymond "Ray" Tango     |                |      |                 |  |  |
| 1990           | Rocky V                                 | Robert "Rocky" Balboa            |                |      |                 |  |  |
| 1991           | Oscar                                   | Angelo "Snaps" Provolone         |                |      |                 |  |  |
| 1992           | Stop! Or My Mom Will Shoot              | Hạ sĩ Joseph "Joe" Bomowski      |                |      |                 |  |  |
| 1993           | Cliffhanger                             | Gabriel "Gabe" Walker            |                |      |                 |  |  |
| 1993           | Demolition Man                          | Hạ sĩ John Spartan               |                |      |                 |  |  |
| 1994           | The Specialist                          | Thuyền trưởng Ray Quick          |                |      |                 |  |  |
| 1995           | Judge Dredd                             | Joseph Dredd                     |                |      |                 |  |  |
| 1995           | Assassins                               | Robert Rath                      |                |      |                 |  |  |
| 1996           | Daylight                                | Cf. Kit Latura                   |                |      |                 |  |  |
| 1997           | Cop Land                                | Chánh án Freddy Heflin           |                |      |                 |  |  |
| 1997           | Burn Hollywood Burn                     | Chính anh                        | Khách mời      |      |                 |  |  |
| 1997           | The Good Life                           | Trùm                             | Khách mời      |      |                 |  |  |
| 1998           | Antz                                    | Hạ sĩ Weaver                     | Lồng tiếng     |      |                 |  |  |
| 2000           | Get Carter                              | Jack Carter                      |                |      |                 |  |  |
| 2001           | Driven                                  | Joe Tanto                        |                |      |                 |  |  |
| 2002           | D-Tox                                   | Đặc vụ Jake Malloy               |                |      |                 |  |  |
| 2002           | Avenging Angelo                         | Frankie Delano                   |                |      |                 |  |  |
| 2003           | Taxi 3                                  | Khách sân bay                    | Khách mời      |      |                 |  |  |
| 2003           | Shade                                   | Dean "The Dean" Stevens          |                |      |                 |  |  |
| 2003           | Spy Kids 3-D: Game Over                 | Sebastian "The Toymaker"         |                |      |                 |  |  |
| 2006           | Rocky Balboa                            | Robert "Rocky" Balboa            |                |      |                 |  |  |
| 2008           | Rambo                                   | John J. Rambo                    |                |      |                 |  |  |
| 2009           | Kambakkht Ishq                          | Chính anh                        | Khách mời      |      |                 |  |  |
| 2010           | Biệt đội đánh thuê                      | Barney Ross                      |                |      |                 |  |  |
| 2011           | Vườn thú tình yêu                       | Sư tử châu Phi Joe               | Lồng tiếng     |      |                 |  |  |
| 2012           | Biệt đội đánh thuê 2                    | Barney Ross                      |                |      |                 |  |  |
| 2012           | Bullet to the Head                      | James "Jimmy Bobo" Bonomo        |                |      |                 |  |  |
| 2013           | Vượt ngục                               | Ray Breslin / Anthony Portos     |                |      |                 |  |  |
| 2013           | Grudge Match                            | Henry "Razor" Sharp              |                |      |                 |  |  |
| 2014           | Biệt đội đánh thuê 3                    | Barney Ross                      |                |      |                 |  |  |
| 2014           | Reach Me                                | Cf. Gerald Cavallo               |                |      |                 |  |  |
| 2015           | Creed                                   | Robert "Rocky" Balboa            |                |      |                 |  |  |
| 2016           | Đặc vụ "gà mờ"                          | Trung úy Victor Von Ion          | Lồng tiếng     |      |                 |  |  |
| 2017           | Vệ binh dải Ngân Hà 2                   | Stakar Ogord / Starhawk          |                |      |                 |  |  |
| 2017           | Animal Crackers                         | Bullet-Man                       | Lồng tiếng     |      |                 |  |  |
| 2018           | Kế hoạch đào tẩu 2: Địa ngục            | Ray Breslin                      |                |      |                 |  |  |
| 2018           | Creed II                                | Robert "Rocky" Balboa            |                |      |                 |  |  |
| 2019           | Escape Plan 3: Devil's Station          | Ray Breslin                      |                |      |                 |  |  |
| 2019           | Backtrace                               | Sykes                            |                |      |                 |  |  |
| 2019           | Rambo V                                 | John J. Rambo                    |                |      |                 |  |  |